# 16. huzarski polk (Avstro-Ogrska)
Za druge 16. polke glejte 16. polk.
16. huzarski polk (izvirno nemško Husaren Regiment »Üxküll-Gyllenband« Nr. 16; dobesedno slovensko: Huzarski polk »Grof Üxküll-Gyllenband« št. 16) je bil konjeniški polk avsto-ogrske skupne vojske.

## Zgodovina
Polk je bil ustanovljen leta 1798. 

### Prva svetovna vojna
Polkovna narodnostna sestava leta 1914 je bila sledeča: 94% Madžarov in 6% drugih.
Polkovne enote so bile garnizirane v Mariboru (štab), Gradcu (I. divizion) in Radkersburg (II. divizion).

## Poveljniki polka
- 1879: Otto Klein[3]
- 1908: Albert Cappy[4]
- 1914: Leopold Anker von Kismarton[5]